# Jordanka Blagoeva
Jordanka Blagoeva (in bulgaro Йорданка Благоева?; Gorno Cerovene, 19 gennaio 1947) è un'ex altista bulgara, vincitrice della medaglia d'argento ai Giochi olimpici di Monaco di Baviera nel 1972.

## Biografia
Alle olimpiadi del 1972 giunse al secondo posto dietro alla tedesca Ulrike Meyfarth (medaglia d'oro), vinse anche una medaglia di bronzo alle successive edizioni a Montreal saltando 1,91 contro 1,88 di quando riuscì ad avere l'argento. Partecipò anche alle olimpiadi messicane del 1968 ma giunse ventisettesima alla competizione.

## Palmarès
| Anno | Manifestazione             | Sede              | Evento        | Risultato | Prestazione | Note |
| ---- | -------------------------- | ----------------- | ------------- | --------- | ----------- | ---- |
| 1972 | Giochi della XX Olimpiade  | Monaco di Baviera | Salto in alto | Argento   | 1,88        |      |
| 1976 | Giochi della XXI Olimpiade | Montréal          | Salto in alto | Bronzo    | 1,91        |      |